# 기타야마역 (교토부)
기타야마역(일본어: 北山駅, きたやまえき)은 일본 교토부 교토시 기타구에 있는 교토 시영 지하철 가라스마 선의 역이다. 역 번호는 K03이다.

## 역 구조
역은 기타야마도리의 아래에 있고, 지하 1층에 개찰구 1곳과 대합실이 있고, 지하 2층에 섬식 승강장 1면 2선의 지하역이다. 지하 1층과 지하 2층은 엘리베이터와 에스컬레이터 각각 1대와 계단 2곳에서 연결된다. 1번과 2번 출입구가 동쪽에 있어 1번 출입구가 기타야마도리 남쪽 보도 위에, 2번 출입구가 기타야마도리 북쪽 보도 위에 위치한다. 3번과 4번 출입구는 서쪽에 있고 3번 출입구는 기타야마도리 남쪽 보도 위에 4번 출입구는 기타야마도리 북쪽 보도 위에서 접근 가능하다. 3번 출입구에는 엘리베이터가 있고 교토 시가 운영하는 주차장이 병설되었다.

### 승강장
| 1 | ○ 가라스마 선 | 가라스마오이케・시조・교토・다케다・긴테쓰나라 방면 |
| 2 | ○ 가라스마 선 | 고쿠사이카이칸 방면                                 |

## 역 주변
1970년대 이전에는 현재의 기타야마도리 남쪽에는 시모가모 일대에서 주택의 변두리인 식물원의 숲이 우거지고 북쪽은 전원 지대였다. 지금의 역 북쪽은 주택이나 상가, 소규모 사업장이 있다. 이 지역은 새 건물이 많다. 1980년대 후반부터 1990년대까지는 역 근처의 기타야마도리 천변에 많은 옷가게, 잡화점, 카페, 양과자점 등이 진출하고 화려한 거리의 이미지를 가져왔었다. 그러나 거품 붕괴에 따른 급격한 개발은 진정되고, BEAMS, 베네통 등은 철수했지만 이노(잡화점)나 마루브랑슈 등 여러 카페 등이 이미지 메이커로서 존재하면서 일정한 인기를 유지하고 있다.
- 기타야마도리
- 교토 부립 식물원
- 교토 부립 종합 자료관
- 교토 그리스 로마 미술관
- 교토 콘서트 홀
- 교토 부립 대학
- 교토 노트르담 여자 대학, 노트르담 가쿠엔 초등학교

## 역사
- 1990년 10월 24일: 교토 시영 지하철 가라스마 선 기타오지 ~ 당역간 연장 개통에 따라 영업 개시. 당시에는 시・종점역이었음.
- 1997년 6월 3일: 당역 ~ 고쿠사이카이칸 역간 연장됨에 따라 중간역이 됨.
- 2007년 4월 1일: PiTaPa 공용 개시.

## 사진

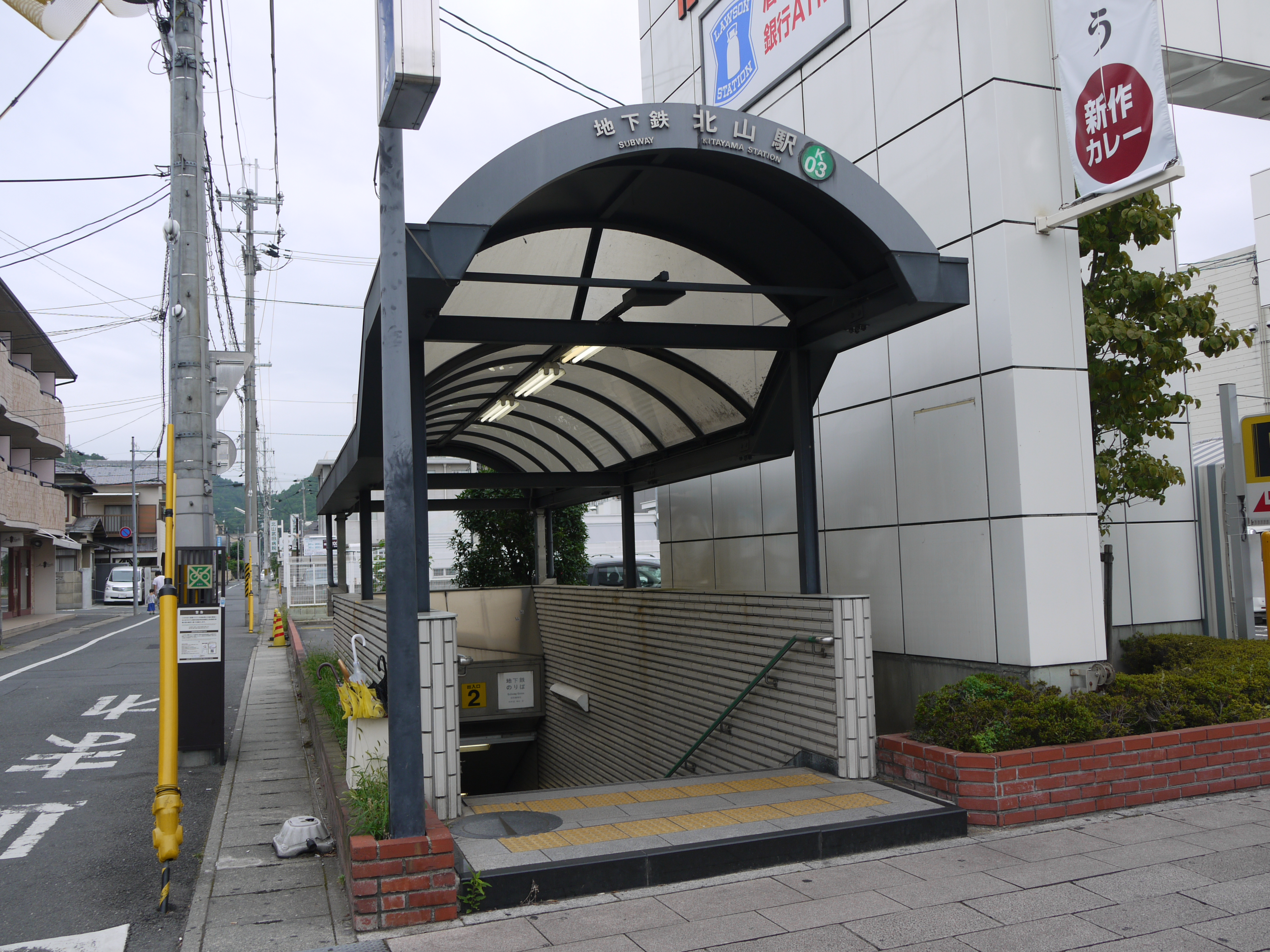
2번 출입구
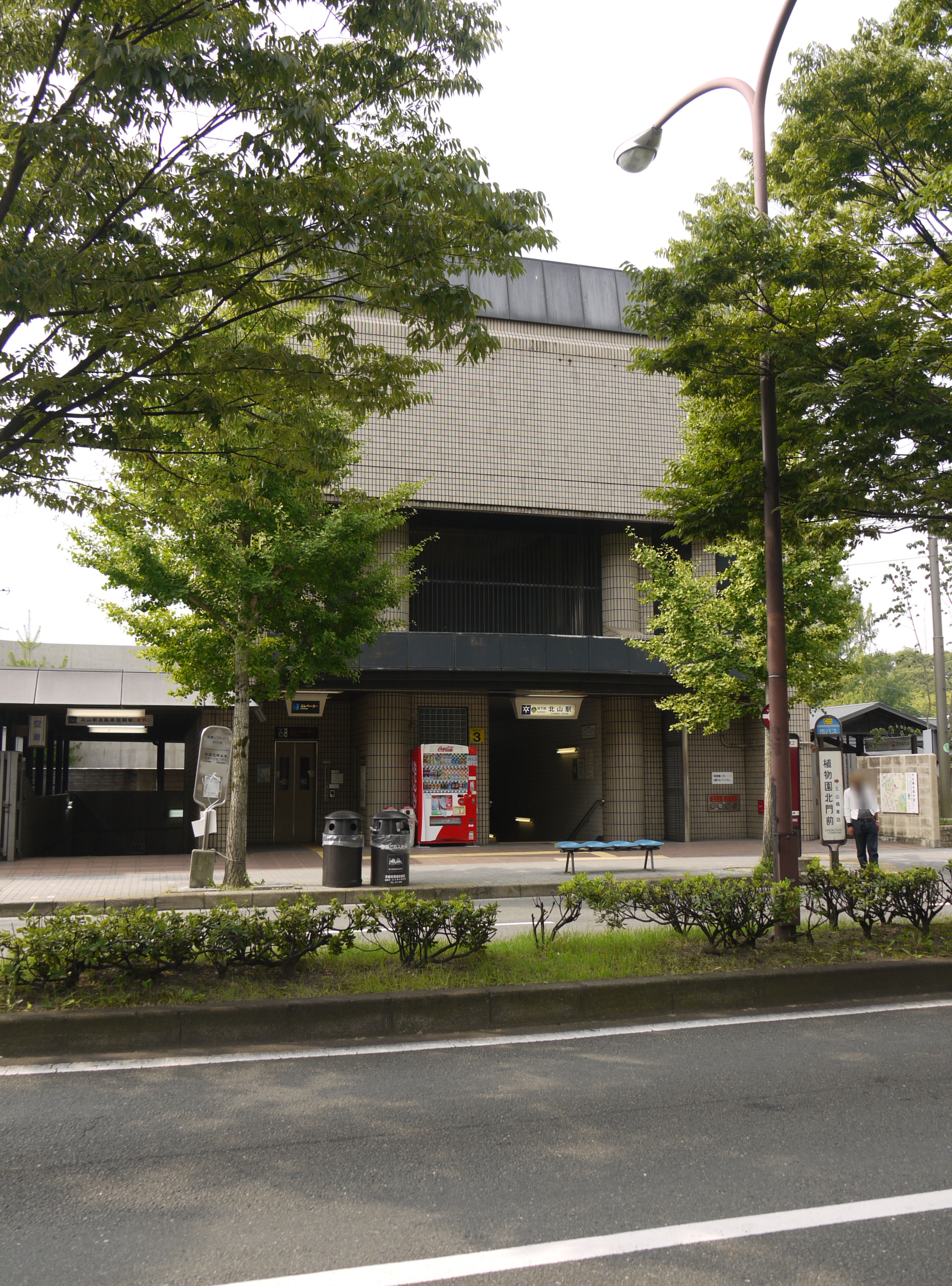
3번 출입구
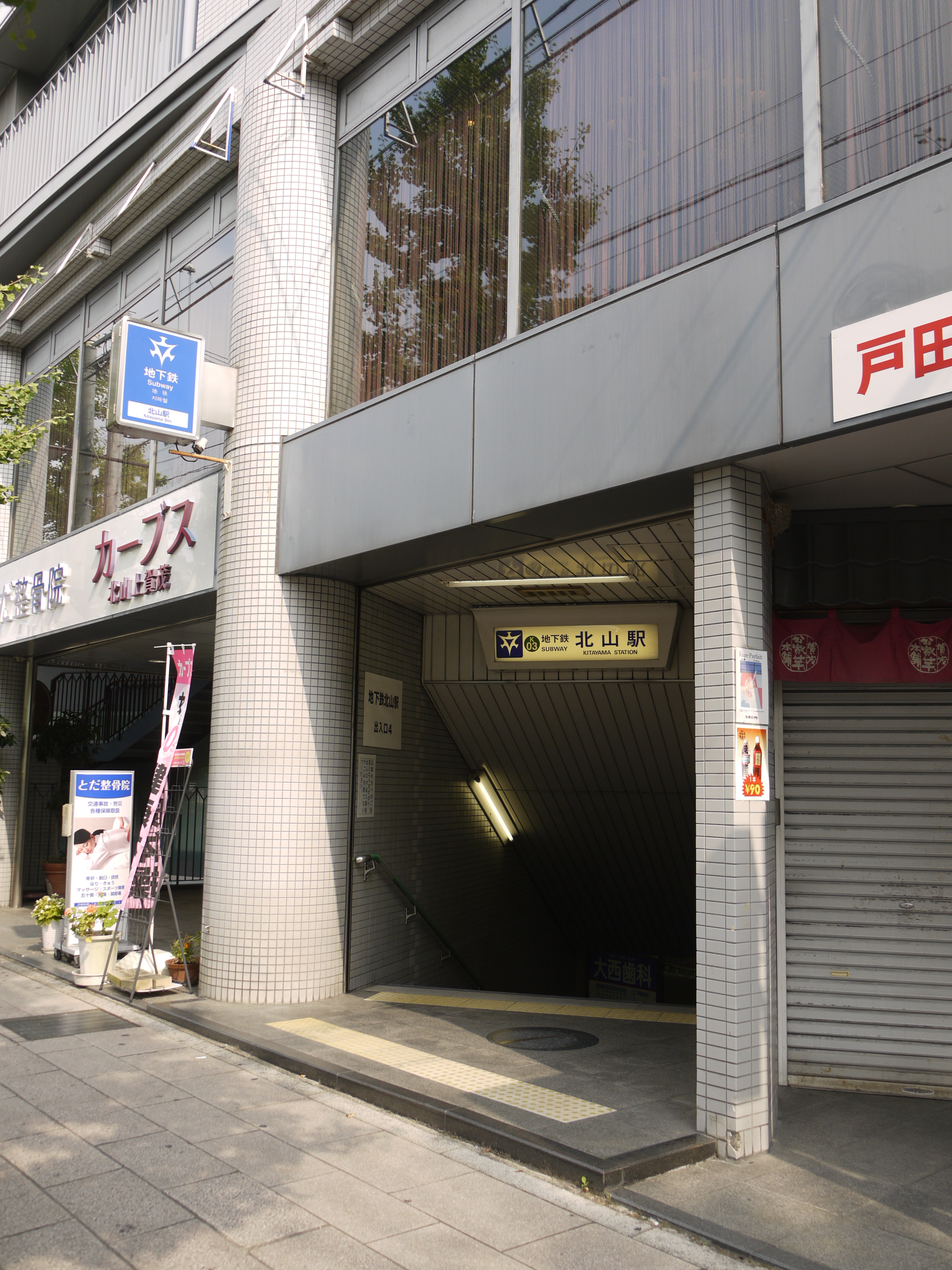
4번 출입구
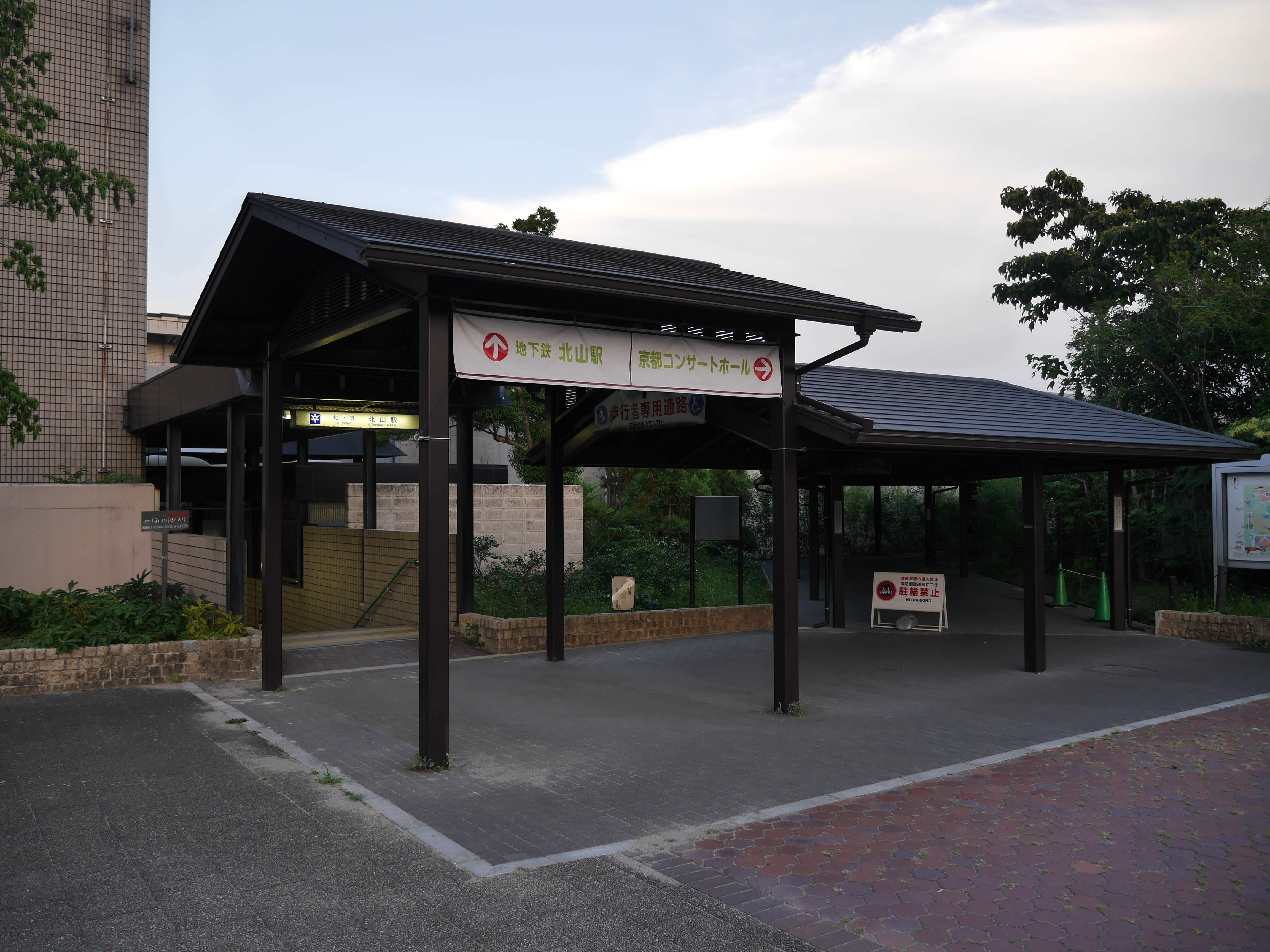
5번 출입구
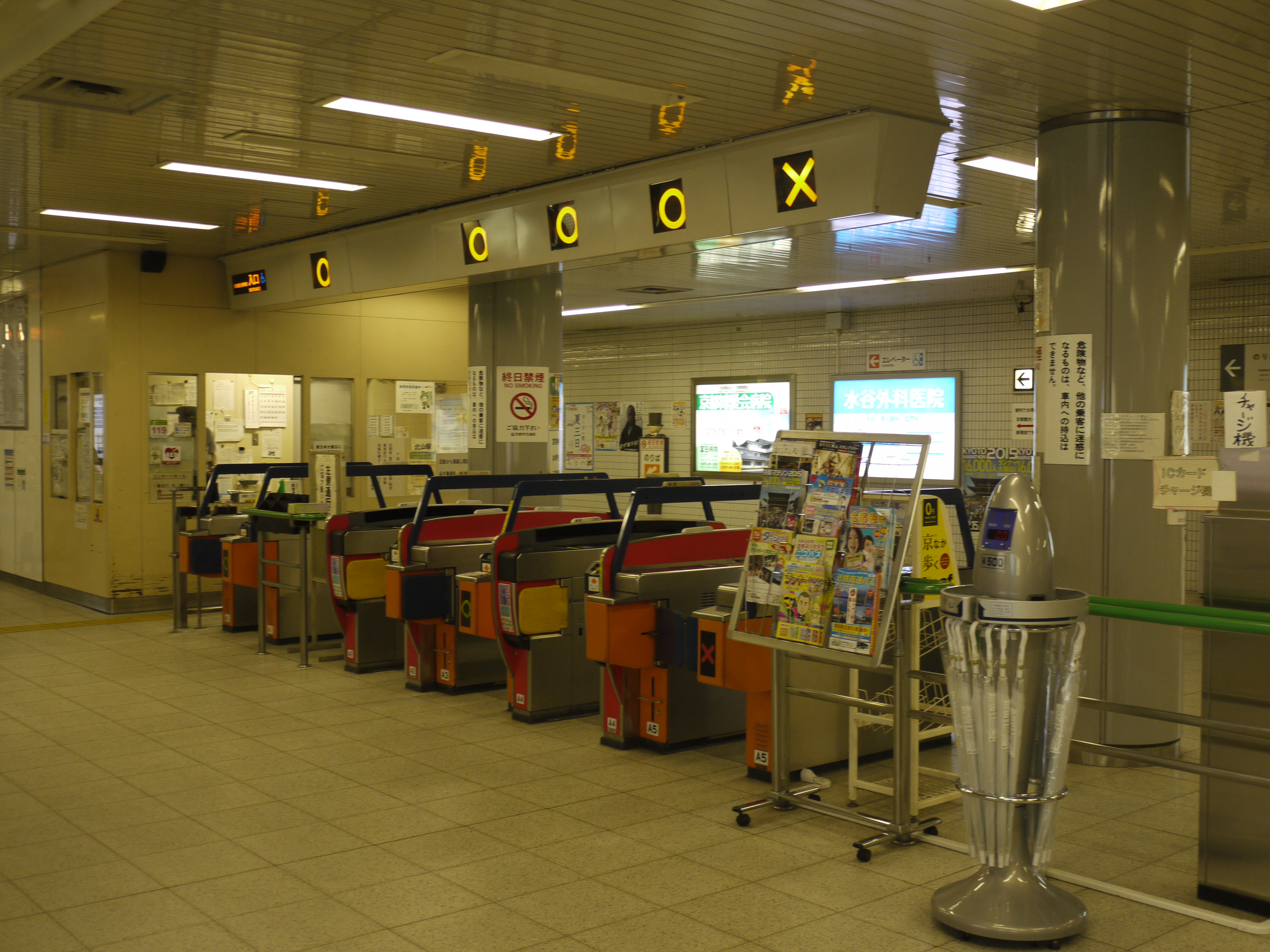
개찰구
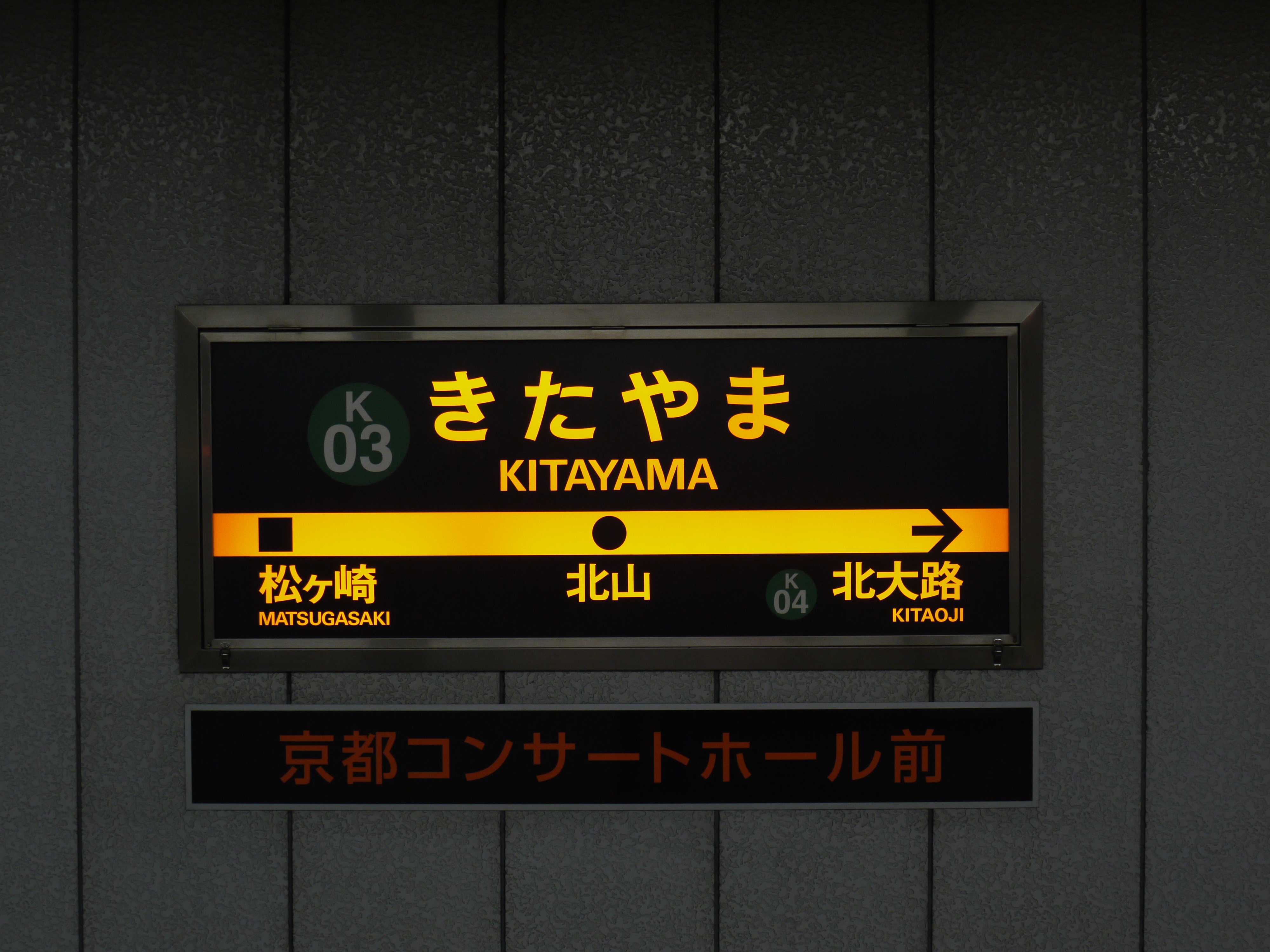
역명판